# Cleo Lemon
Cleo Lemon Jr. (født 16. august 1979 i Greenwood, Mississippi, USA) er en tidligere amerikansk footballspiller, der spillede som quarterback i NFL for både San Diego Chargers, Miami Dolphins og Jacksonville Jaguars.

## Klubber
- San Diego Chargers (2003–2005)
- Miami Dolphins (2005–2007)
- Jacksonville Jaguars (2008)
- Toronto Argonauts (2010–2011) (Canadian Football League)